# زلاتکو ساراچویچ
زلاتکو ساراچویچ (انگلیسی: Zlatko Saračević؛ (زادهٔ ۵ ژوئیهٔ ۱۹۶۱ – درگذشتهٔ ۲۱ فوریهٔ ۲۰۲۱) بازیکن سابق و مربی هندبال اهل کرواسی بود.